# Cerura
Cerura is een geslacht van vlinders uit de familie van de tandvlinders (Notodontidae).

## Soorten
| - Cerura annulifera Berg, 1878 - Cerura argentina Dognin, 1910 - Cerura argynnis Schaus, 1901 - Cerura australis Scott, 1864 - Cerura bikasta Draudt, 1932 - Cerura bratteata Draudt, 1930 - Cerura candida Lintner, 1878 - Cerura dandon Druce, 1894 - Cerura dayongi Schintlmeister & Fang, 2001 - Cerura delavoiei (Gaschet, 1876) - Cerura duonummenia Dyar, 1912 - Cerura erminea (Esper, 1783) (Witte hermelijnvlinder) - Cerura felina Butler, 1877 - Cerura formosana Matsumura, 1929 - Cerura gonema Schaus, 1905 - Cerura hapala West, 1932 - Cerura himalayana Moore, 1888 - Cerura iberica (Ortiz & Templado, 1966) - Cerura intermedia (Teich, 1876) - Cerura kandyia Moore - Cerura laeta Fabricius, 1775 - Cerura lancea Schaus, 1905 - Cerura laqueata Schaus, 1911 - Cerura liturata Walker, 1855 | - Cerura malaysiana Holloway, 1982 - Cerura menciana Moore, 1877 - Cerura multipunctata Bethune-Baker, 1904 - Cerura olindata Schaus, 1939 - Cerura prasana Moore, 1865 - Cerura presidio Dyar, 1922 - Cerura priapus Schintlmeister, 1997 - Cerura przewalskyi (Alphéraky, 1882) - Cerura purusa Schaus, 1928 - Cerura rarata Walker, 1865 - Cerura rivera Schaus, 1901 - Cerura robusta Schintlmeister, 1993 - Cerura roesleri De Lattin, 1974 - Cerura rosea Schintlmeister, 1993 - Cerura scitiscripta Walker, 1865 - Cerura splendens Jones, 1908 - Cerura subrosea (Matsumura, 1927) - Cerura tattakana Matsumura, 1927 - Cerura tehuacana Draudt, 1932 - Cerura thomasi Schintlmeister, 1993 - Cerura timorensis Kiriakoff, 1970 - Cerura trigonostigma Dyar, 1925 - Cerura vinula (Linnaeus, 1758) (Hermelijnvlinder) - Cerura xicona Dyar, 1924 |